# Atletik under sommer-OL 2024 - 4×400 meter stafetløb (damer)
Kvindernes 4x400 meter stafet ved Sommer-OL 2024 i Paris, Frankrig, blev afholdt den 5. og 10. august 2021 på Stade de France. Der var 16 stafethold, hvor hvert hold havde 5 medlemmer, hvoraf 4 blev valgt i hver runde.

## Resultater

### Indledende runde
Kvalifikationsregler: De tre første hold i hvert heat (Q) og de to hurtigste ellers (q) gik videre til finalen.

#### Heat 1
| Placering | Bane | Nation         | Udøvere                                                                   | Reaktion | Tid     | Kommentarer |
| --------- | ---- | -------------- | ------------------------------------------------------------------------- | -------- | ------- | ----------- |
| 1         | 6    | USA            | Quanera Hayes, Shamier Little, Aaliyah Butler, Kaylyn Brown               | 0.243    | 3:21.44 | Q, SB       |
| 2         | 7    | Storbritannien | Yemi Mary John, Hannah Kelly, Jodie Williams, Lina Nielsen                | 0.202    | 3:24.72 | Q, SB       |
| 3         | 8    | Frankrig       | Sounkamba Sylla, Shana Grebo, Alexe Déau, Amandine Brossier               | 0.172    | 3:24.73 | Q           |
| 4         | 4    | Belgien        | Hanne Claes, Imke Vervaet, Camille Laus, Helena Ponette                   | 0.226    | 3:24.92 | q           |
| 5         | 9    | Spanien        | Blanca Hervás, Berta Segura, Eva Santidrián, Carmen Avilés                | 0.151    | 3:28.29 |             |
| 6         | 5    | Norge          | Josefine Tomine Eriksen, Lakeri Ertzgaard, Elisabeth Slettum, Amalie Iuel | 0.172    | 3:28.61 |             |
| 7         | 2    | Schweiz        | Giulia Senn, Julia Niederberger, Annina Fahr, Yasmin Giger                | 0.150    | 3:29.75 |             |
| 8         | 3    | Cuba           | Melissa Padrón, Daily Cooper Gaspar, Sahily Diago, Roxana Gómez           | 0.244    | 3:33.99 |             |

#### Heat 2
| Placering | Bane | Nation   | Udøvere                                                                           | Reaktion | Tid     | Kommentarer      |
| --------- | ---- | -------- | --------------------------------------------------------------------------------- | -------- | ------- | ---------------- |
| 1         | 9    | Jamaica  | Andrenette Knight, Ashley Williams, Charokee Young, Stephenie Ann McPherson       | 0.182    | 3:24.92 | Q, SB            |
| 2         | 4    | Holland  | Eveline Saalberg, Lieke Klaver, Myrte van der Schoot, Lisanne de Witte            | 0.195    | 3:25.03 | Q                |
| 3         | 8    | Irland   | Sophie Becker, Phil Healy, Kelly McGrory, Sharlene Mawdsley                       | 0.204    | 3:25.05 | Q                |
| 4         | 7    | Canada   | Zoe Sherar, Aiyanna Stiverne, Lauren Gale, Kyra Constantine                       | 0.162    | 3:25.77 | Skabelon:AthAbbr |
| 5         | 5    | Italien  | Ilaria Accame, Anna Polinari, Giancarla Trevisan, Alice Mangione                  | 0.235    | 3:26.50 |                  |
| 6         | 6    | Polen    | Anastazja Kuś, Justyna Święty-Ersetic, Aleksandra Formella, Alicja Wrona-Kutrzepa | 0.172    | 3:26.69 |                  |
| 7         | 3    | Tyskland | Skadi Schier, Alica Schmidt, Mona Mayer, Eileen Demes                             | 0.150    | 3:26.95 |                  |
| 8         | 2    | Indien   | Vithya Ramraj, Jyothika Sri Dandi, M. R. Poovamma, Subha Venkatesan               | 0.175    | 3:32.51 |                  |

### Finale
Finalen blev afviklet d. 10. august kl. 21:22 (UTC+2).
| Placering                        | Bane | Nation         | Udøvere                                                                        | Reaktion | Tid     | Kommentarer |
| -------------------------------- | ---- | -------------- | ------------------------------------------------------------------------------ | -------- | ------- | ----------- |
| 1                                | 6    | USA            | Shamier Little, Sydney McLaughlin-Levrone, Gabrielle Thomas, Alexis Holmes     | 0.198    | 3:15.27 | WL, AR      |
| 2. plads, sølvmedaljemodtager(e) | 5    | Holland        | Lieke Klaver, Cathelijn Peeters, Lisanne de Witte, Femke Bol                   | 0.191    | 3:19.50 | NR          |
| 3                                | 7    | Storbritannien | Victoria Ohuruogu, Laviai Nielsen, Nicole Yeargin, Amber Anning                | 0.200    | 3:19.72 | NR          |
| 4                                | 4    | Irland         | Sophie Becker, Rhasidat Adeleke, Phil Healy, Sharlene Mawdsley                 | 0.207    | 3:19.90 | NR          |
| 5                                | 9    | Frankrig       | Sounkamba Sylla, Shana Grebo, Amandine Brossier, Louise Maraval                | 0.196    | 3:21.41 | NR          |
| 6                                | 2    | Canada         | Zoe Sherar, Savannah Sutherland, Kyra Constantine, Lauren Gale                 | 0.156    | 3:22.01 | SB          |
| 7                                | 3    | Belgien        | Naomi Van den Broeck, Imke Vervaet, Hanne Claes, Helena Ponette                | 0.136    | 3:22.40 | SB          |
| 8                                | 8    | Jamaica        | Stacey Ann Williams, Andrenette Knight, Shiann Salmon, Stephenie Ann McPherson | 0.153    | DNF     |             |